# RV Belgica

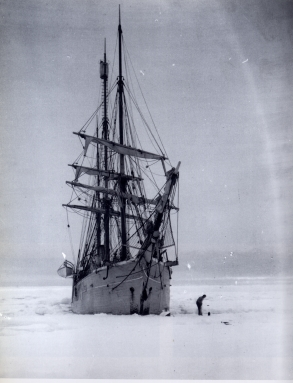
RV Belgica na Antarctica.

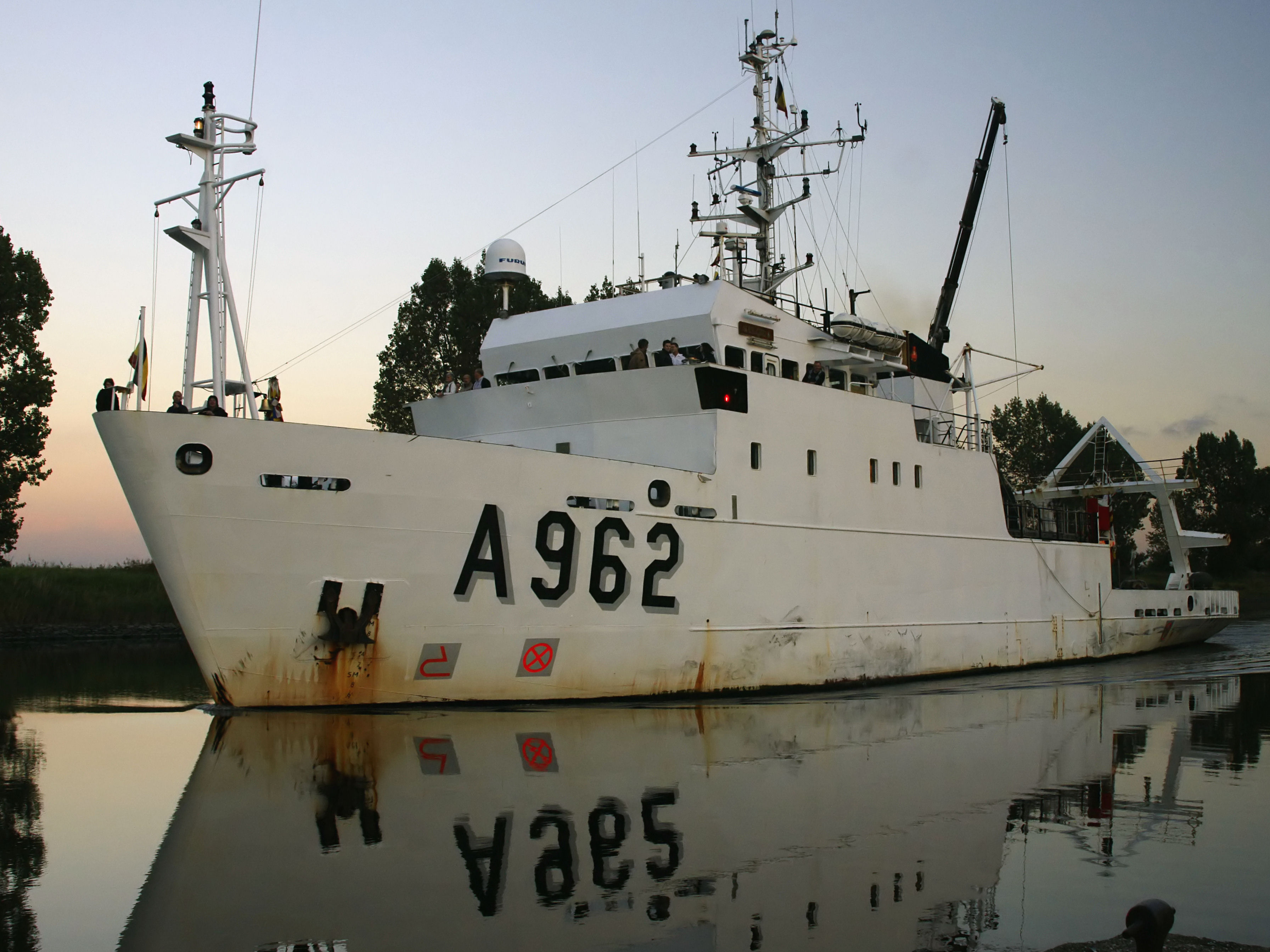
Navio de pesquisa A962 Belgica.

RV Belgica é o nome de dois navios de pesquisa científica da Marinha Real Belga.

## RVBelgica(1884)
O RV Belgica foi lançado ao mar em 1884 como navio baleeiro utilizando o nome de Patria (1884–96).
Em 1896 foi comprado pelo oficial da Marinha Real Belga Adrien de Gerlache (1866-1934) e transformado em navio de pesquisa científica com o nome de Belgica. Invernou na Antarctica entre 1897 e 1899, foi o meio de transporte utilizado na Expedição Antártica Belga.
Foi vendido ao Duque d'Orleães, Luís Filipe Roberto d'Orleães (1869-1926) militar e pretendente ao trono da França. A embarcação foi utilizada nas expedições ao Ártico em 1905 e 1907–09.
Em 1916 foi novamente vendido, reformado e transformado em navio mercante para o transporte de carga e passageiros, levando em seu costado o nome de Isfjord (1916–17).
Foi revendido em 1918, com os seus mastros cortados foi transformado em barco de pesca, sendo utilizado como barco-fábrica. Recebeu novamente o nome de Belgica.
Em 1940, quando estava na região de Svalbard, foi requisitado pela Marinha Real Britânica e transformado em navio depósito de munição. Em maio do mesmo ano um bombardeiro alemão Heinkel da Luftwaffe, atacou o navio, que apesar de não ter sido atingido, afundou em consequência das ondas de choques. A outra versão do naufrágio é de que o navio foi afundado pelas próprias forças britânicas para que o barco não fosse capturado.
O casco do barco foi localizado nos anos 90, a 22 metros de profundidade no fundo do fiorde Isfjorden  próximo a ilha Spitsbergen na Noruega.
O primeiro Belgica tinha casco de madeira e propulsão a vapor e vela. A embarcação de 263 toneladas de arqueação bruta tinha o seu velame sustentado por três mastros. Media 35,97 m de comprimento, com boca de 7,62 m e calado de 4,11 m.

## RVBelgica(1984)
O navio de pesquisa RV Belgica (A962) comissionado em 1984, utiliza o porto de Zeebrugge na Belgica, como base. O objetivo principal do navio é a pesquisa da fauna e flora do Mar do Norte.
Com 50,9 metros de comprimento, 10 metros de boca e 5,7 metros de altura. O navio pesa 232 toneladas, alcançando 765 toneladas a plena carga.
O navio foi batizado pela rainha Fabíola da Bélgica.